# مناره کلان
مناره کلان (به فارسی تاجیکی: Манораи Калон ) مناره‌ای از مجموعه مسجد پای‌کلان در شهر بخارا کشور ازبکستان و یکی از برجسته‌ترین نمادهای شهر است.
این مناره که توسط "اوستا بقا" طراحی شده، به دستور ارسلان‌خان حاکم قره‌خانی در سال ۱۱۲۷ ساخته شد تا مسلمانان را هر روز پنج مرتبه جهت نماز فراخوانند. برج قبلی قبل از اتمام فروریخت. این بنا به صورت یک برج آجری پخته شده با یک ستون مدور ساخته شده و به سمت بالا باریک می‌شود. این سازه ۴۵.۶ متر ارتفاع دارد و قطر آن در پایین ۹ متر و در بالا ۶ متر است.
درون مناره یک پلکان مارپیچ آجری وجود دارد که در داخل ستون به دور چرخانده می‌شود. پایه برج دارای رشته‌های تزئینی باریکی است که از روی آجر ساخته شده و به صورت مستقیم یا مورب قرار گرفته‌اند. کتیبه‌ها با لعاب آبی رنگ و روی آن نوشته شده است.
در زمان جنگ، مبارزان از مناره به عنوان برج مراقبت برای جستجوی دشمنان استفاده می‌کردند.

## نگارخانه

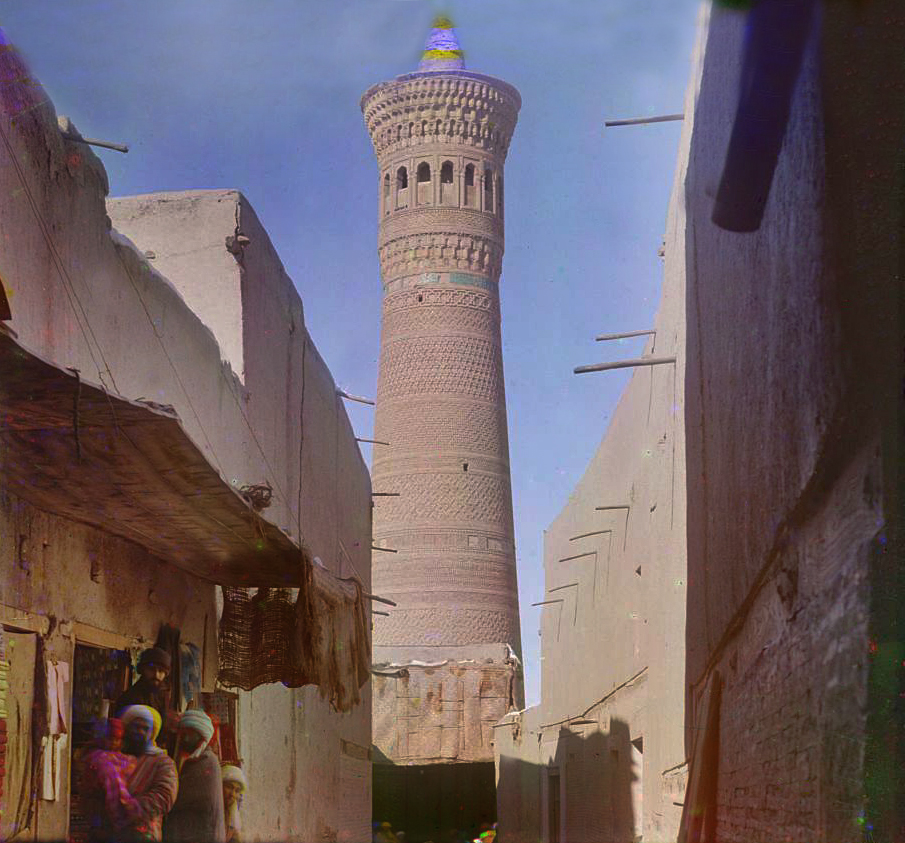
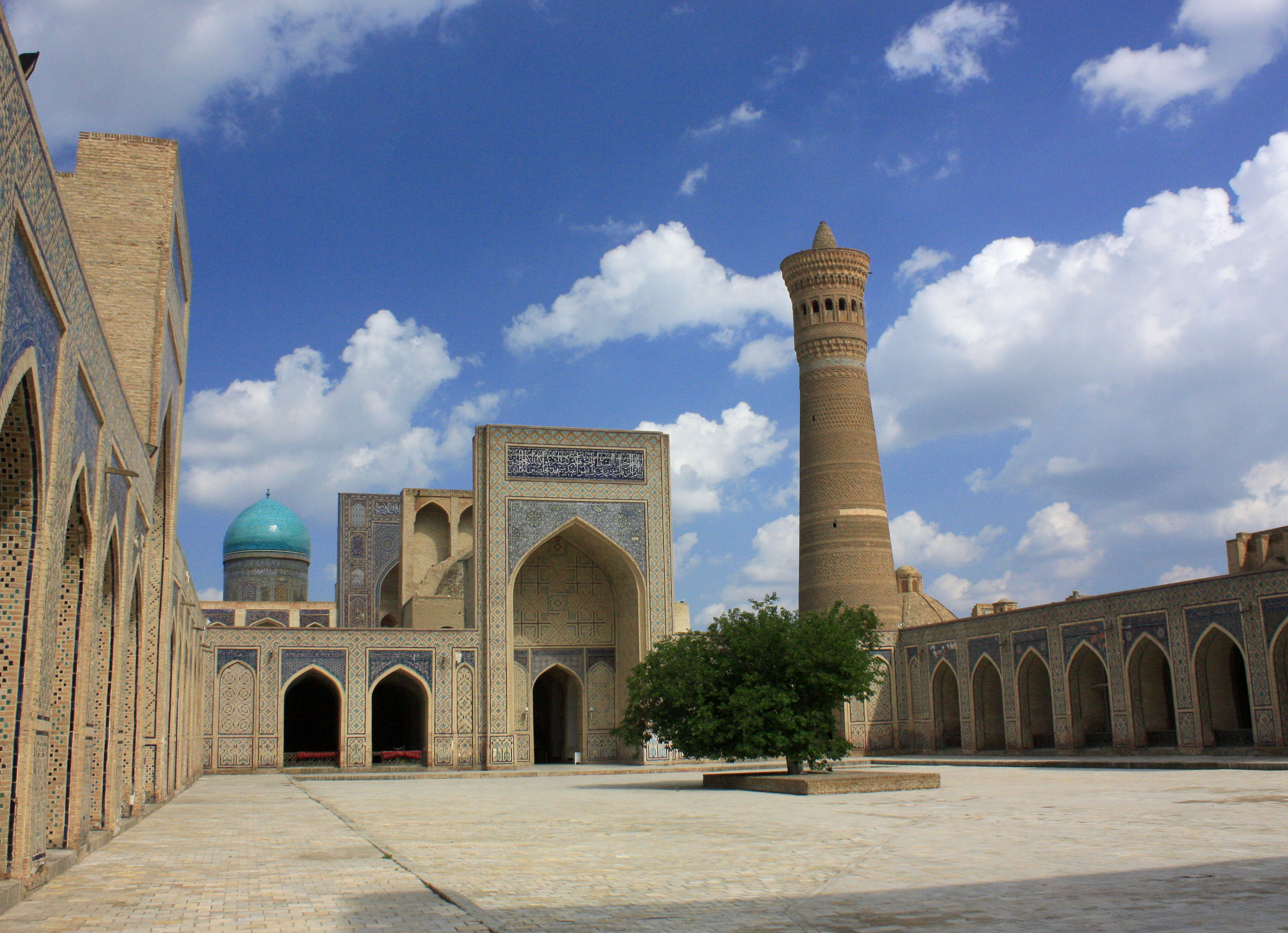
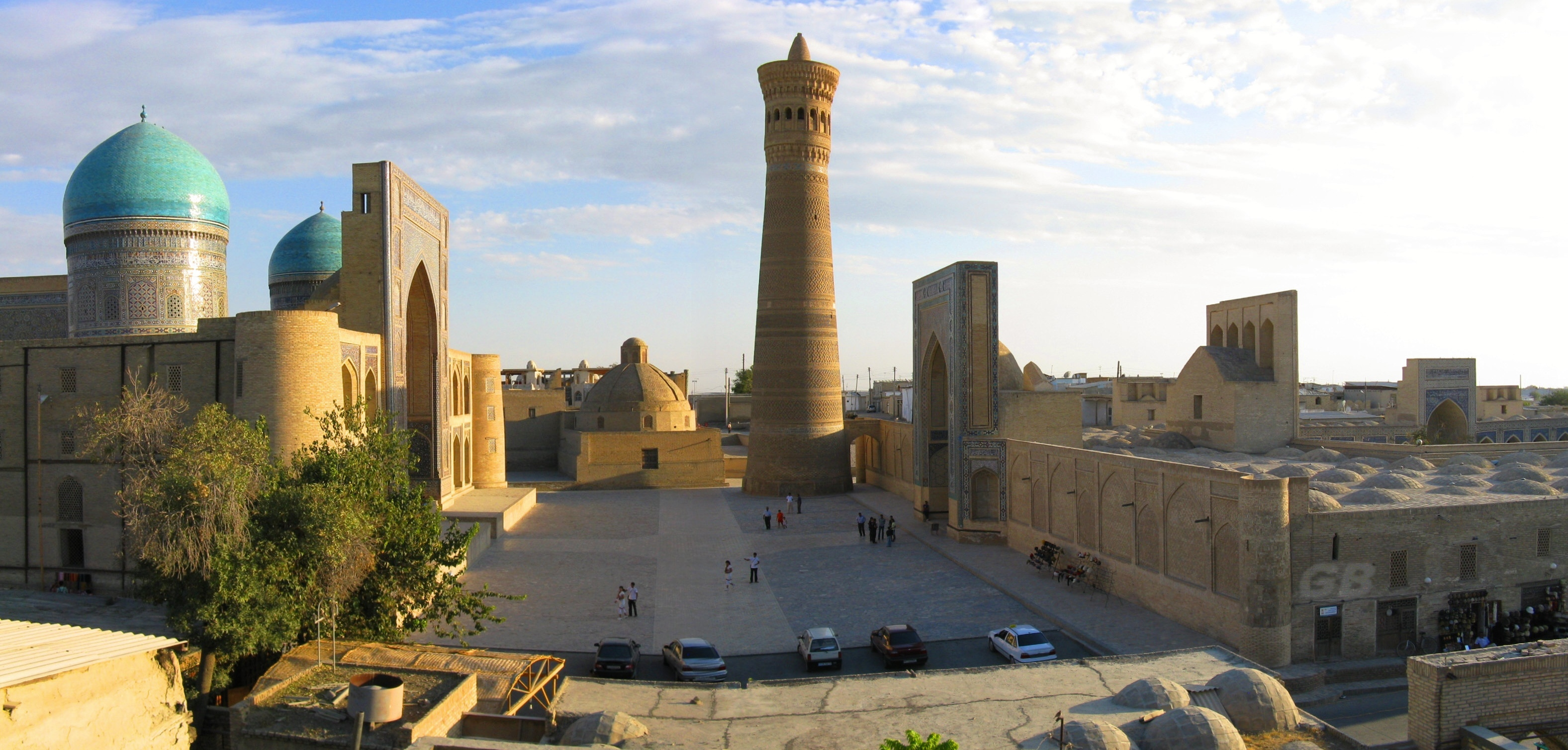
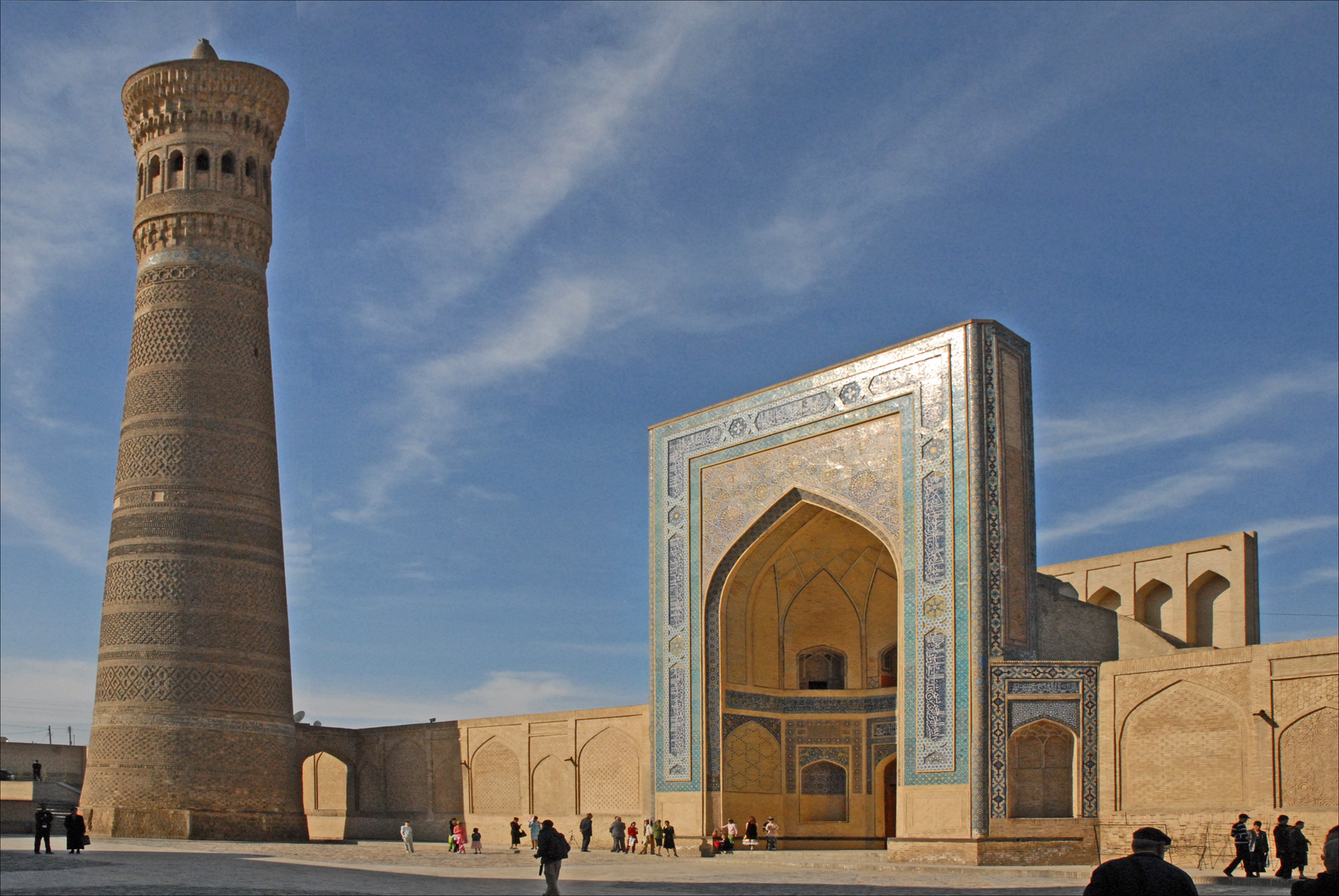
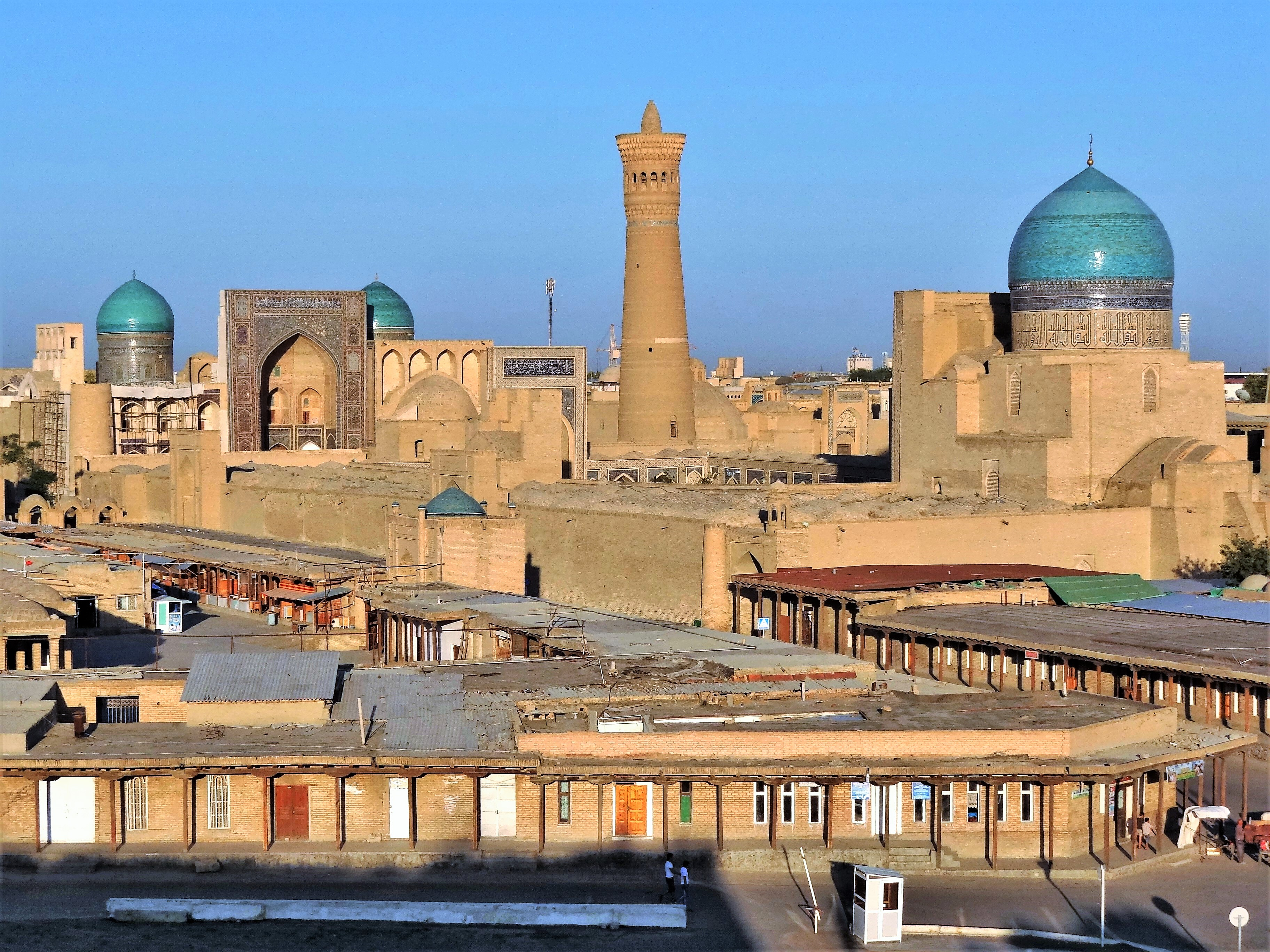